# Onthophagus balthasari
Onthophagus balthasari är en skalbaggsart som beskrevs av Vsetecka 1939. Onthophagus balthasari ingår i släktet Onthophagus och familjen bladhorningar. Inga underarter finns listade i Catalogue of Life.